# Schwarzer Laubfrosch

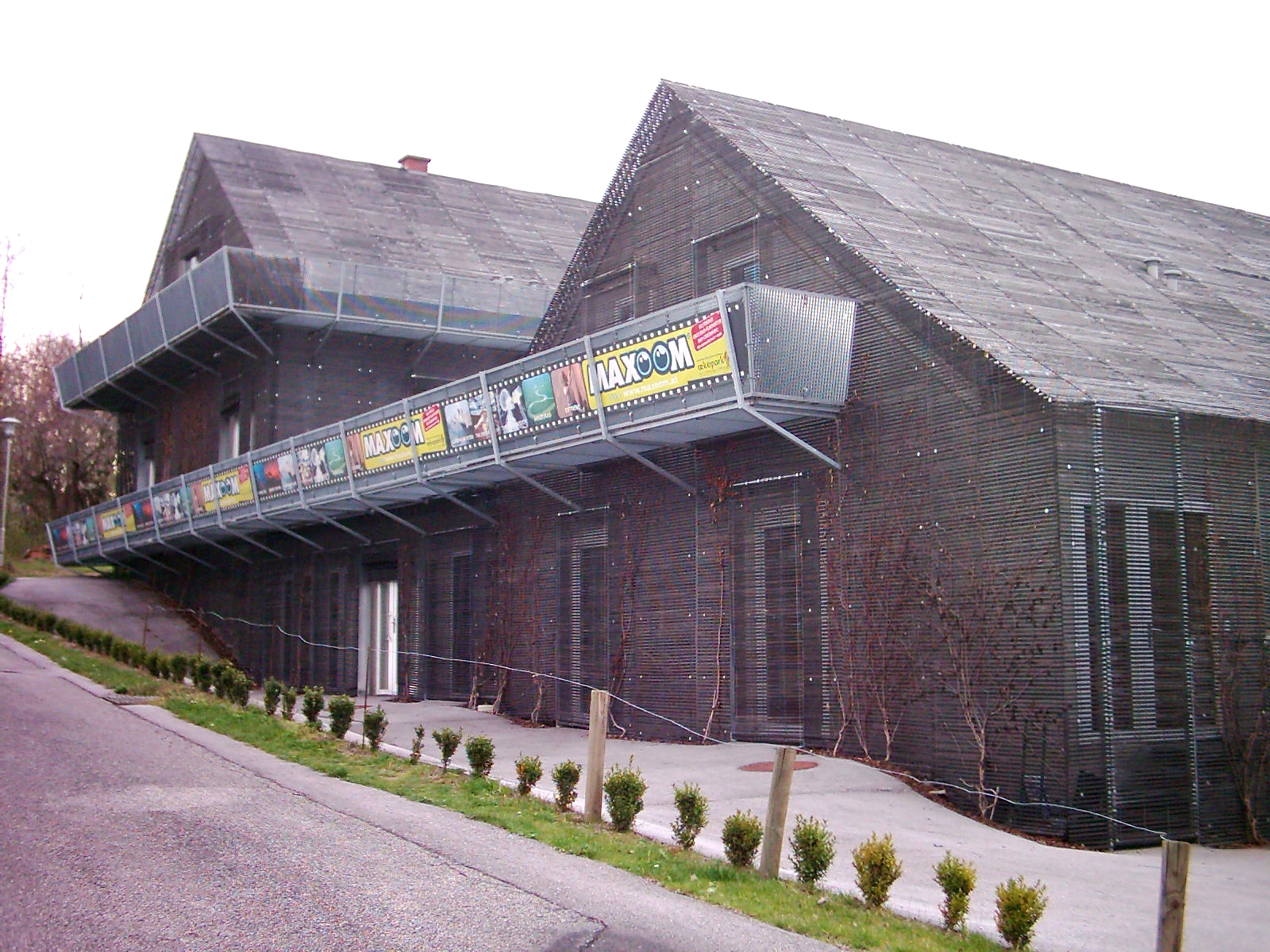
Die Südostseite mit Reklame an den Balkonen

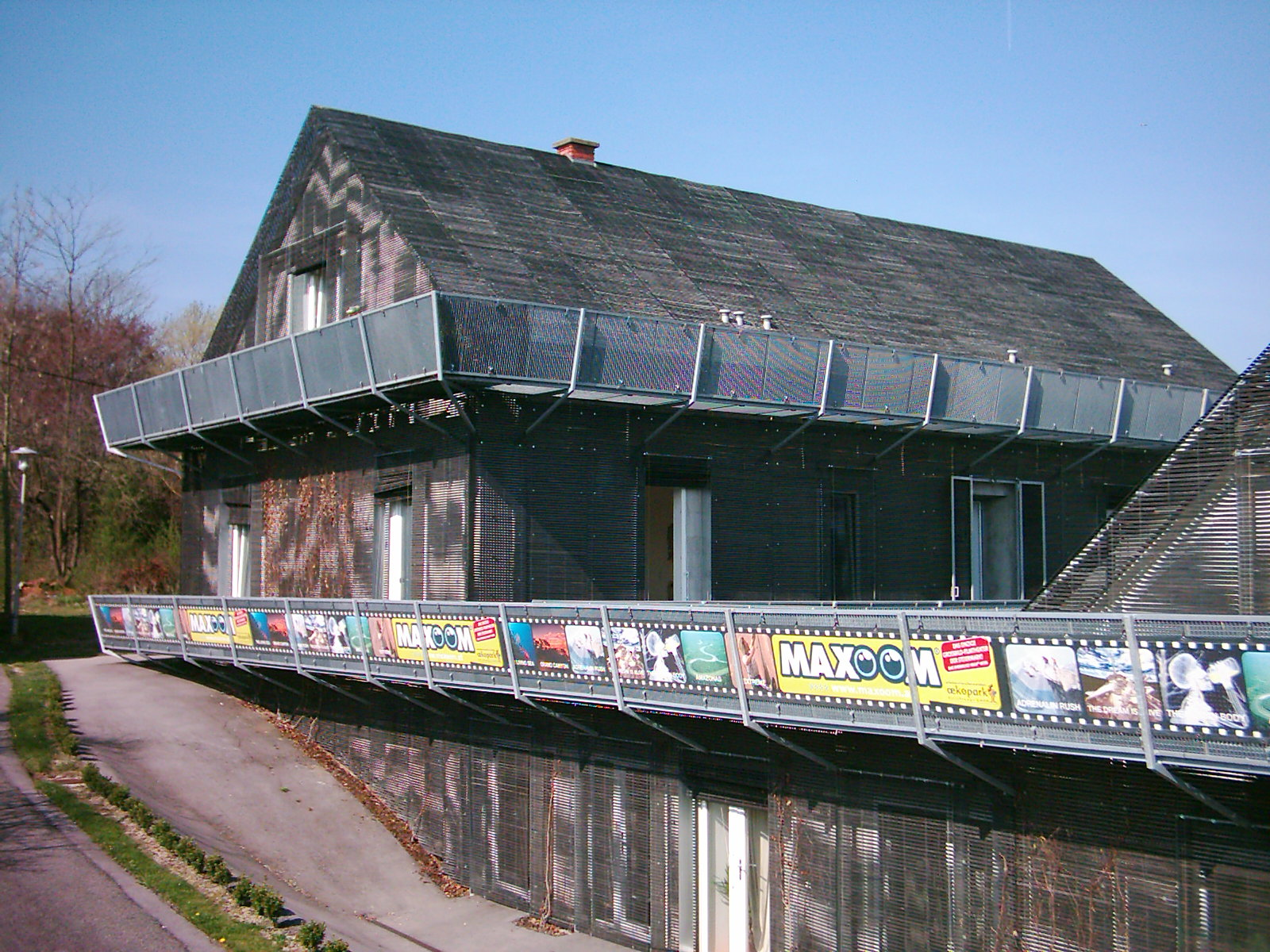
Der hintere, höhere Teil

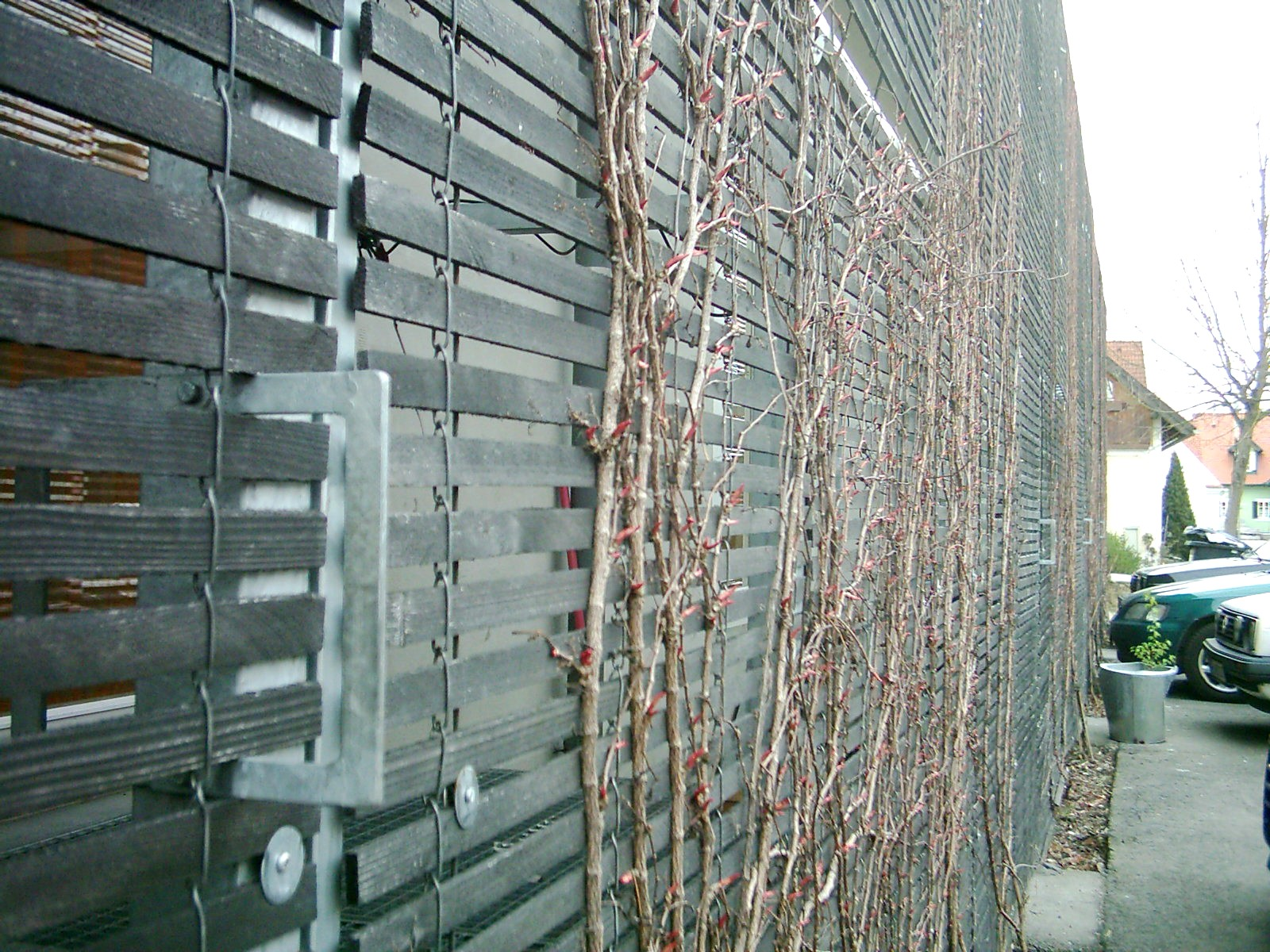
Der Rollschatten mit knospendem Veitschi und einem Türgriff an der Nordostseite

Der Schwarze Laubfrosch (auch: Black Treefrog) ist ein Wohnbau in Bad Waltersdorf im österreichischen Bundesland Steiermark mit unkonventioneller Innen- und Außengestaltung, dessen heutige Form 2004 im Zuge eines Umbaus nach Plänen der Architekturgruppe SPLITTERWERK entstand.

## Entstehung
Das ursprüngliche Gebäude wurde 1902 als Bürgerhaus erbaut, das im Laufe der Zeit mehrmals ausgebaut wurde. Später wurde ein Teil von der Marktgemeinde als Feuerwehrhaus für die Freiwillige Feuerwehr adaptiert. Nachdem die Freiwillige Feuerwehr an einen anderen Standort übersiedelt war und auch der Rest des Gebäudes leer stand, wurde es von der Gemeinde verkauft. Die neuen Besitzer veranlassten 2004 den Umbau in die gegenwärtige Form eines Wohngebäudes mit zehn kleinen, geförderten Wohnungen. Die Planung erfolgt durch die Architekturgruppe SPLITTERWERK aus Graz.

## Gestaltung
Das Gebäude liegt an einem flachen Hang im Zentrum von Bad Waltersdorf. Die Form – zwei rechteckige Häuser mit Satteldach und ein niedriger Verbindungsteil mit Flachdach – wurde bei der Neugestaltung unverändert belassen, bei der ein zentrales Thema die Hülle war, also die Oberfläche und die Materialität der Baukörper.
Die äußere Hülle bildet der sogenannte Rollschatten: Das gesamte Gebäude einschließlich der Dachflächen ist von einem homogenen, dunkelgrau changierenden Mantel aus dünnen Holzlatten umhüllt, der auch als Rankgerüst für wilden Wein (Veitschi) dient und klimatechnisch für Kühlung sorgt. Die Umhüllung, die durch schmale Abstände zwischen den leichten Holzlatten etwas durchsichtig ist, verfremdet die Erscheinung des Gebäudes „in einem adretten, tatsächlich schönen Dorf“, und schafft eine Pufferzone zwischen Innen und Außen. Mehrere Balkone in Form von umlaufenden Stahlgittergängen gleichen die unterschiedlichen Eingangsniveaus aus.
Die innere Hülle ist geprägt von einer Ornamentopulenz, die mit beschichteten Holzwerkstoffen realisiert wurde. So sind beispielsweise alle Oberflächen im Hauptstiegenhaus – Wände, Decke, Stufen und Türen – mit einem hellen, raumgrenzenüberlagernden Muster aus Weinblättern überzogen, so dass die Grenzen zwischen den Bauteilen zu verschwimmen scheinen. Die farbliche Gestaltung der Räume richtet sich nach deren Lage im Gebäude und der jeweiligen Himmelsrichtung und reicht von kühlem Grau und Reinweiß in den südseitigen Wohnungen über Rot-Blau- und sonnigen Orange-Gelb-Kombinationen bis hin zu warmen Elfenbeintönen in den nordseitigen Wohnungen.
Fünf Wohnungen haben einen herkömmlichen Grundriss, die übrigen fünf sind wandelbar gestaltet. In diesen gibt es auch eine räumliche innere Hülle: Um einen länglichen, neutralen Raum in der Mitte sind die Funktionsbereiche wie Küche, Schlafraum, Bad oder Büroplatz hinter Falttüren angeordnet. Es gibt keine aneinandergereihten Räume mehr; vielmehr können dem Zentralraum die verschiedenen Funktionen durch Öffnen oder Herausklappen zugeschaltet werden. Die Architekten sehen darin eine Vergrößerung der realen 22 m2 des neutralen Raums auf 220 m2 Nutzfläche und sprechen von einer „multiinzidente Hülle“. In der Praxis wurde dieses Konzept von manchen Bewohnern durchbrochen und der Unterschied zwischen Zentralraum und Hülle aufgehoben.
Der Schwarze Laubfrosch wurde mehrmals als Zeichen von Urbanität inmitten des ländlichen Raums bewertet.

## Name
Neben dem Schwarzen Laubfrosch tragen auch andere Bauten von SPLITTERWERK einen Frosch-bezogenen Namen: der Grüne Laubfrosch in St. Josef und der Rote Laubfrosch in Bürmoos.
Nach eigenen Angaben verwendet SPLITTERWERK den Frosch als Markenzeichen, weil Frösche wandelbar sind, sowohl in der Natur, wo sie sich von Kaulquappen in Frösche verwandeln, an Land und im Wasser leben und manche sogar ihre Farbe ändern können, als auch im Märchen, wo ein Frosch durch einen Kuss verwandelt wird. Auch will SPLITTERWERK mit solchen einprägsamen Namen eine breitere Öffentlichkeit außerhalb architekturinteressierter Kreise ansprechen.

## Auszeichnungen
Der Wohnbau erhielt das Geramb-Dankzeichen für gutes Bauen (Geramb-Rose) 2004.